# Jüdischer Friedhof (Butzweiler)
Der jüdische Friedhof in Butzweiler, einem Ortsteil  der Ortsgemeinde Newel im Landkreis Trier-Saarburg in Rheinland-Pfalz, wurde nach 1865 auf einer Anhöhe am östlichen Ortsrand angelegt.
Auf dem jüdischen Friedhof wurden auch die in Welschbillig verstorben jüdischen Personen beigesetzt. 1921 wurde der Friedhof erweitert und umfasste danach 6,55 Ar.
Bereits 1932 wurde der Friedhof geschändet. Dabei wurden 15 Grabsteine umgeworfen. 1938 oder wenig später wurde der Friedhof zerstört, alle Grabsteine wurden zerschlagen und entfernt. 
Nach 1945 wurde ein Gedenkstein aufgestellt.